# Extremt hög frekvens
Extremely High Frequency (EHF), även millimetervågor, de högsta frekvenserna av mikrovågor. Detta definieras oftast, bland annat av Internationella teleunionen som 30–300 GHz vilket motsvarar våglängd 10–1 mm. EHF-bandet är även känt som millimeterbandet eller millimetervågor.

## Applikationer
- Målsökare i missiler
- Tyst kommunikation
- Trådlöst LAN
- Radar
- Radioastronomi